# Pararete kangeanganum
Pararete kangeanganum är en svampdjursart som beskrevs av Isao Ijima 1927. Pararete kangeanganum ingår i släktet Pararete och familjen Euretidae.
Artens utbredningsområde är havet kring Indonesien. Inga underarter finns listade i Catalogue of Life.